# Nómina leonesa
La Nómina leonesa, o Nomina regum catolicorum Legionensium, es un catálogo de los Reyes de Asturias y de León desde Pelayo hasta Ramiro II, incluido en el manuscrito de la Crónica albeldense y en el Códice de Roda, donde se extiende hasta Ramiro III de León.
Éste es el texto completo:
ITEM NOMINA REGUM CATOLICORUM LEGIONENSIUM

1. Pelagius filius Ueremundi nepus Ruderici regis Toletani. Ipse primus ingressus est in
asperibus montibus sub rupe et antrum de Aseuba.

2. Deinde filius eius Fafila.

3. Deinde Adefonsus gener Pelagi.

4. Post illum frater eius Froila.

5. Deinde Aurelio.

6. Post Aurelio Adefonsus castus, qui fundabit Oueto.

7. Deinde Nepotianus cognatus regis Adefonsi.

8. Post Nepotiano Ranimiro.

9. Post filius eius Ordonius, qui allisit Albailda.

10. Deinde filius eius Adefonsus, qui allisit Ebrellos.

11. Ac post filius eius Garsea.

12. Inde Ordonius.

13. Inde frater eius Froila.

14. Post filius eius Adefonsus.

15. Ac deinde Santius filius Ordoni.

16. Deinde Adefonsus, qui dedit regno suo et conuertit ad Dominum.

17. Post frater eius Ranemirus. Sunt sub uno XVI.